# Kermauner
Kermauner je priimek v Sloveniji, ki ga je po podatkih Statističnega urada Republike Slovenije na dan 1. januarja 2010 uporabljalo manj kot 5 oseb.

## Znani nosilci priimka
- Alenka Goljevšček Kermauner (1933—2017), pisateljica, raziskovalka slovenskega ljudskega slovstva, esejistka  in dramatičarka
- Aksinja Kermauner (*1956), pisateljica, pesnica in surdopedagoginja
- Robert Kermauner (1876—1927), pravnik ("javni pravni zastopnik"), publicist
- Taras Kermauner (1930—2008), literarni zgodovinar, filozof, esejist, kritik, dramaturg